# Plaza Hotel (El Paso)
El Plaza Hotel, anteriormente conocido como Hilton Hotel, es un rascacielos emblemático ubicado en 106 Mills Avenue en la ciudad de El Paso, en el estado de Texas (Estados Unidos). Mide 72,85 metros de altura y tiene 19 pisos.

## Historia
El hotel fue construido en el sitio del Hotel Sheldon, que se incendió el 9 de abril de 1929. El Sheldon sirvió como sede no oficial para muchos de los participantes de la Revolución mexicana de ambos lados de la frontera.
En el otoño de 1929, Conrad Hilton comenzó la construcción. Diecinueve días después, el mercado de valores colapsó y comenzó la Gran Depresión, pero la construcción continuó. El 30 de noviembre de 1930 se inauguró el Hotel Hilton. Con 73 m superó la O. T. Bassett Tower para convertirse en el edificio más alto de El Paso; sigue siendo el quinto edificio más alto de la ciudad. Diseñado por Trost & Trost, el hotel es una estructura de hormigón armado en el lugar de 19 pisos de estilo art déco con contratiempos en los pisos 16 y 17. Está revestido con ladrillo marrón y hormigón y coronado con un techo piramidal de tejas de arcilla Ludowici. El exterior permanece en gran parte inalterado de su forma original.
Conrad Hilton vivió en el hotel durante muchos años, al igual que su madre. Elizabeth Taylor, en ese momento casada con el hijo de Conrad, Nicky Hilton, vivió en el ático en 1955 mientras filmaba la película clásica Gigante (1956).
Hilton vendió el hotel en 1963 y pasó a llamarse Plaza Hotel. El hotel cerró en 1991. Se vendió al empresario de El Paso Paul Foster en 2008. En 2019 fue renovado a un costo de 78 millones de dólares. Reabrió en junio de 2020 como The Plaza Hotel Pioneer Park.

## Marcadores históricos
Los marcadores históricos ubicados en el Plaza Hotel incluyen el primer jardín de infantes en Texas y The Woman's Club de El Paso. Los hitos históricos ubicados en las cercanías del hotel incluyen Chinatown y el edificio Anson Mills. Ambos marcadores se encuentran en Mills Avenue en El Paso Street.

## Sobre el hotel
El hotel Plaza tiene 130 habitaciones con un garaje de estacionamiento adyacente.

## Galería

En el skyline de El Paso
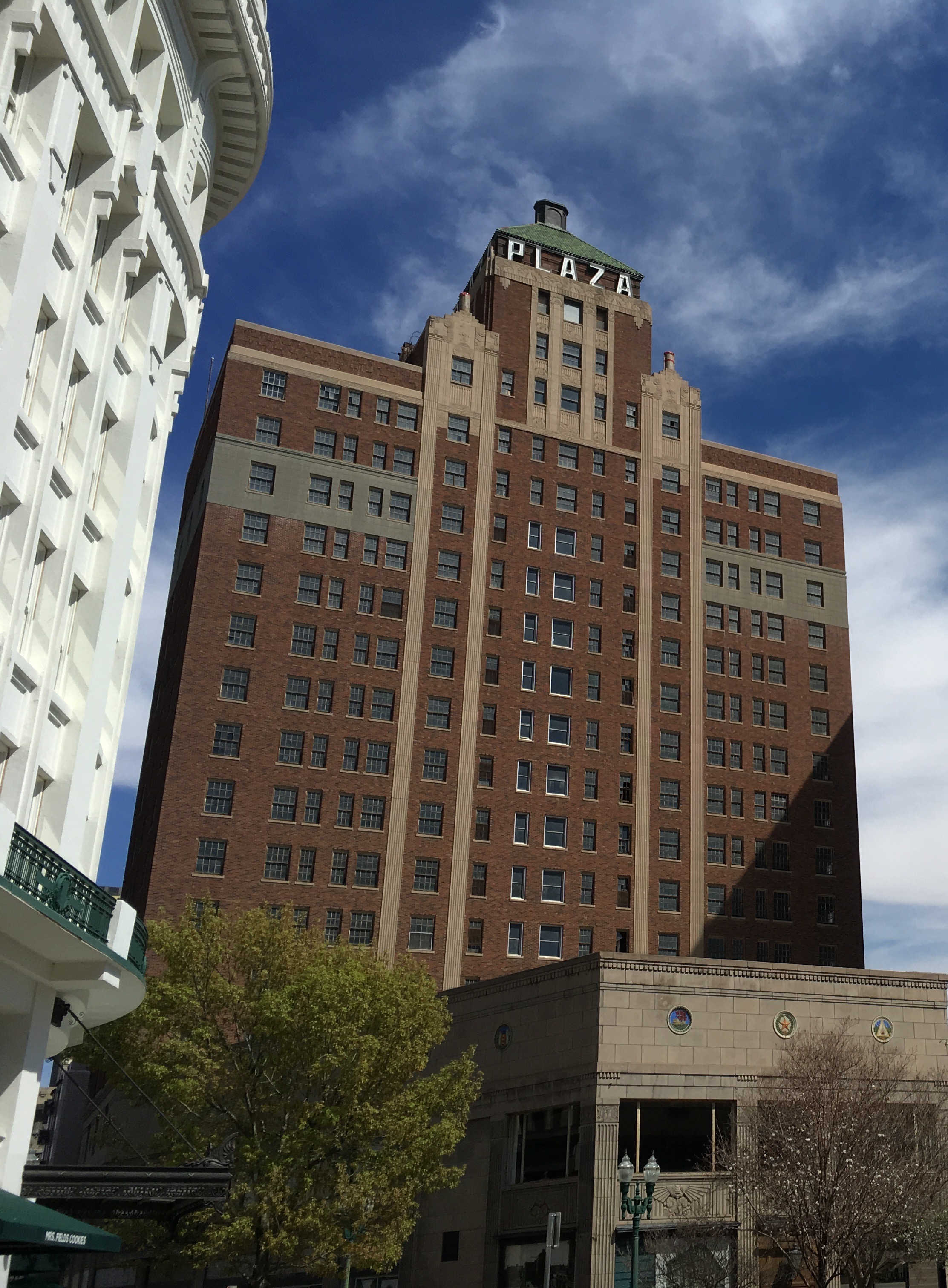
Desde el nivel de la calle